# Can Serra (Hospitalet de Llobregat)
Can Serra es un barrio de Hospitalet de Llobregat, situado en el área metropolitana de Barcelona. Está clasificado territorialmente dentro del Distrito V, juntamente con Pubilla Casas. Limita con el barrio de El Centro al sur, con Sanfeliu al oeste, con Pubilla Casas y el municipio de Esplugas de Llobregat al norte y con la Florida al este.
Es una de las zonas de Hospitalet de Llobregat más elevadas respecto al nivel del mar. Sus rascacielos de viviendas le dan una silueta urbana singular que se aprecia desde diversos puntos de la ciudad. La vida ciudadana se aglutina alrededor de la plaza de la Carpa, del Mercado y de la Casa de la Reconciliación, parroquia del barrio donde a más tienen lugar gran parte de las actividades de las entidades. También hay espacios verdes como los jardines Antonio Machado, el parque metropolitano de Les Planes o el parque de Can Boixeres. Estos parques de grandes dimensiones, hacen de este barrio un barrio verde y ajardinado.

## Historia
A principio de los años 70, la gran oleada de inmigrantes procedentes de Andalucía y Extremadura, llegaban a Barcelona y Hospitalet. La falta de hogares y pisos, provocaron la rápida construcción de viviendas en cualquier lugar libre. Así qué los terrenos de Can Serra, en mayor parte sin edificar, tuvieron que ser utilizados para edificar. Los primeros edificios tenían una altura de entre diez y quince plantas. Poco tiempo después se siguió edificando edificios de menor altura hasta llegar al límite del parque Can Boixeres, las vías del tren y los barrios de la Florida y Pubilla Casas. Actualmente este barrio cuenta con una equipación básica. La mayoría de población es de origen español. No obstante, en la actualidad, la población extranjera del barrio está aumentando; convirtiéndose así en un barrio multiétnico.

## Transporte público
- Las estaciones de metro de Can Serra y Rambla Just Oliveras de la línea 1 y la estación central de RENFE, situada a la intersección con el barrio de El Centre, son los principales servicios de transporte aparte de la red de autobuses urbana.
- También cuenta con acceso a varias líneas de autobús local como la LH2.

## Equipamiento
- Centro de Atención Primaria
- Mercado

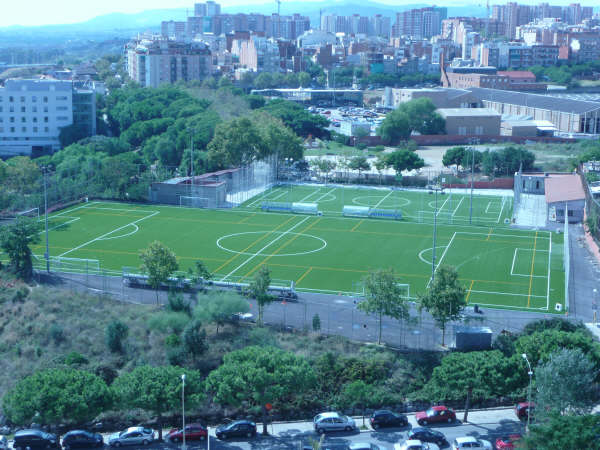
Instalaciones F.C. Can Buxeres

- Campos de fútbol 11 y fútbol 7, ambos con hierba artificial, donde entrena y juega el F.C. Can Buxeres.
- Parques, el más destacado: Can Buxeres
- Pequeña Iglesia multifuncional, ya qué hace de iglesia y de equipamiento público para festividades.

## Escuelas e institutos
- CEIP La Carpa
- IE Alegre
- Colegio concertado FAX
- IES Torras i Bages
- IES Rubió i Ors
- Escola Lola Anglada

## Festividades
- Durante las fiestas del barrio, a mediados de Junio, se hacen fiestas en la plaza de la Carpa y en la Casa de la Reconciliación.